# Schloss Azay-le-Rideau

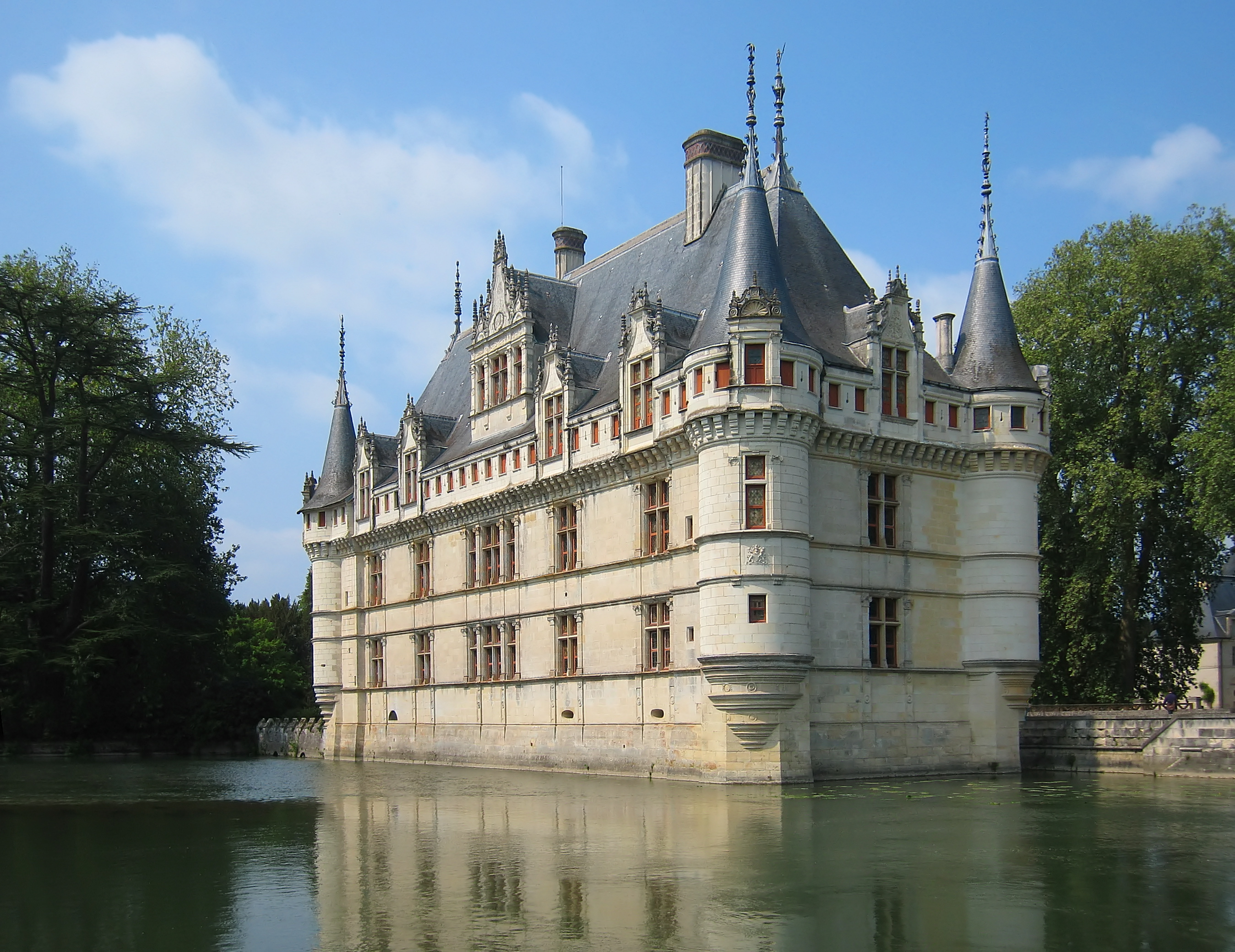
Schloss Azay-le-Rideau, Parkseite

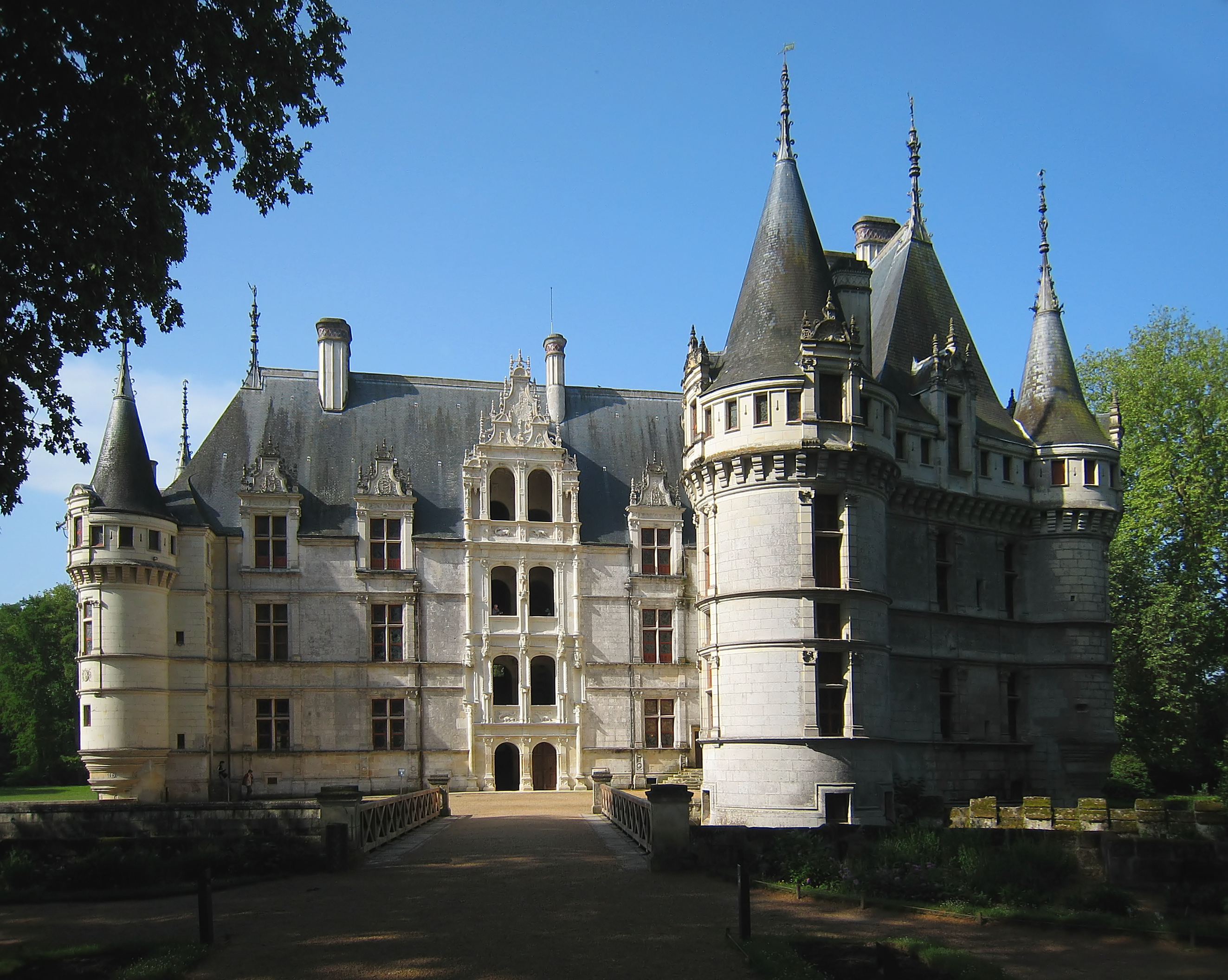
Schloss Azay-le-Rideau, Zufahrt

Das Schloss Azay-le-Rideau (französisch Château Azay-le-Rideau) liegt in der Gemeinde Azay-le-Rideau in Frankreich. Der zweiflügelige Renaissancebau gehört zu den bekanntesten Schlössern der Loire-Region.
Die geschichtlichen Wurzeln des Wasserschlosses liegen in einer hochmittelalterlichen Burg des Ritters Ridel d’Azay, die zu Beginn des 15. Jahrhunderts durch den späteren französischen König Karl VII. geschleift wurde. Rund ein Jahrhundert später ließ Gilles Berthelot zwischen 1518 und 1527 am Ort der alten Burg den heutigen Schlossbau errichten. Über die Familie Raffin kam er 1791 an den Marquis Charles de Biencourt. Dessen Nachfahren verkauften das Anwesen 1906 an den französischen Staat, der seither Eigentümer ist.

## Die Gemeinde
Die Ortschaft Azay-le-Rideau befindet sich in der französischen Region Centre-Val de Loire und liegt im Département Indre-et-Loire auf einer Höhe von 45 Metern über dem Meeresspiegel an der Indre.
Wahrscheinlich aus gallo-römischer Zeit stammend findet der Ort im 10. Jahrhundert mit Aziacus erste Erwähnung. Gegen Ende des 11. oder zu Beginn des 12. Jahrhunderts entstand dort unter dem Ritter Ridel d’Azay, einem Feudalherren, der wegen seiner Grausamkeit einen zweifelhaften Ruf genoss, eine Festung. Dieser Seigneur war der Namensgeber der Ortschaft, die seit seiner Herrschaft Azium Ridelli (1118) hieß.
Neben Tourismus, vor allem wegen des Schlosses, das als architektonische Perle gilt, dominiert Landwirtschaft, darunter vor allem auch Weinanbau unter der Appellation Touraine Azay le Rideau.

## Der Vertrag von Azay le Rideau
Am 4. Juli des Jahres 1189 wurde in der Burg von Azay englisch-französische Nationalgeschichte geschrieben. Der Vertrag von Azay beendete den Krieg zwischen König Heinrich II. von England und König Philippe-Auguste von Frankreich, der mit Heinrichs Sohn Richard Löwenherz verbündet war.
Der vernichtend besiegte Heinrich musste alle seine Besitzungen in der Auvergne, im Berry und die Städte Issoudun, Graçay und Châteauroux an den französischen König abtreten. Darüber hinaus verpflichtete sich der englische König, seinen Sohn mit der Schwester Philipps II. zu verheiraten, hohe Reparationskosten an die französische Krone zu leisten und Richard, dem die Barone den Lehnseid schwören mussten, seine Eroberungen zu überlassen. Neben dem vorübergehenden Ende des Krieges zwischen England und Frankreich wurde in Azay auch über einen gemeinsamen Kreuzzug verhandelt und der Aufbruch auf Mittfasten 1190 von Vézelay aus festgelegt. Zwei Tage nach den Verhandlungen starb König Heinrich II. von England.

## Die Schlossherren
Im Jahre 1417 ließ Herzog Johann Ohnefurcht eine burgundische Garnison in der Burg aufstellen. Ein Jahr später beleidigten einige der Soldaten den damaligen Dauphin (später König Karl VII.), der gerade auf dem Weg von Chinon nach Tours war. Die Bestrafung folgte auf dem Fuß und Karl ließ die gesamte Mannschaft der Garnison (etwa 350 Männer) hinrichten, sowie die Burg und den Ort schleifen. Bis ins 16. Jahrhundert trug Azay den Beinamen le Brûlé („das verbrannte Azay“).
Gegen Ende des 15. Jahrhunderts erwarb Martin Berthelot, Vorsteher des königlichen Rechnungshofes unter Karl VII und Ludwig XII., die Herrschaft Azay. Sein Sohn Gilles Berthelot erbte im Februar 1515. Als Bürgermeister von Tours und Schatzmeister von König Franz I. wurde ihm durch königlichen Beschluss vom 4. April 1515 erlaubt, die Burg wieder in Stand zu setzen. Drei Jahre später begannen Berthelot und seine Ehefrau Philippa Lesbahy mit dem Bau des heutigen Schlosses. Auf einer künstlichen Insel aus tausenden Eichenpfählen in der Indre gelegen, entstand zwischen 1518 und 1527 das heutige Renaissanceschloss. Seine Stellung als Schatzmeister machte Berthelot bald zu einem der reichsten Männer Frankreichs; das Schloss sollte den Reichtum und seine Macht demonstrieren. Doch obwohl Berthelot seit seiner Erbschaft ein echter Seigneur war, wurde er von den alten Adelsfamilien argwöhnisch beobachtet, da er bürgerlicher Herkunft war. Der Hof ließ keine Gelegenheit aus, ihm seine niedere Herkunft vorzuhalten.

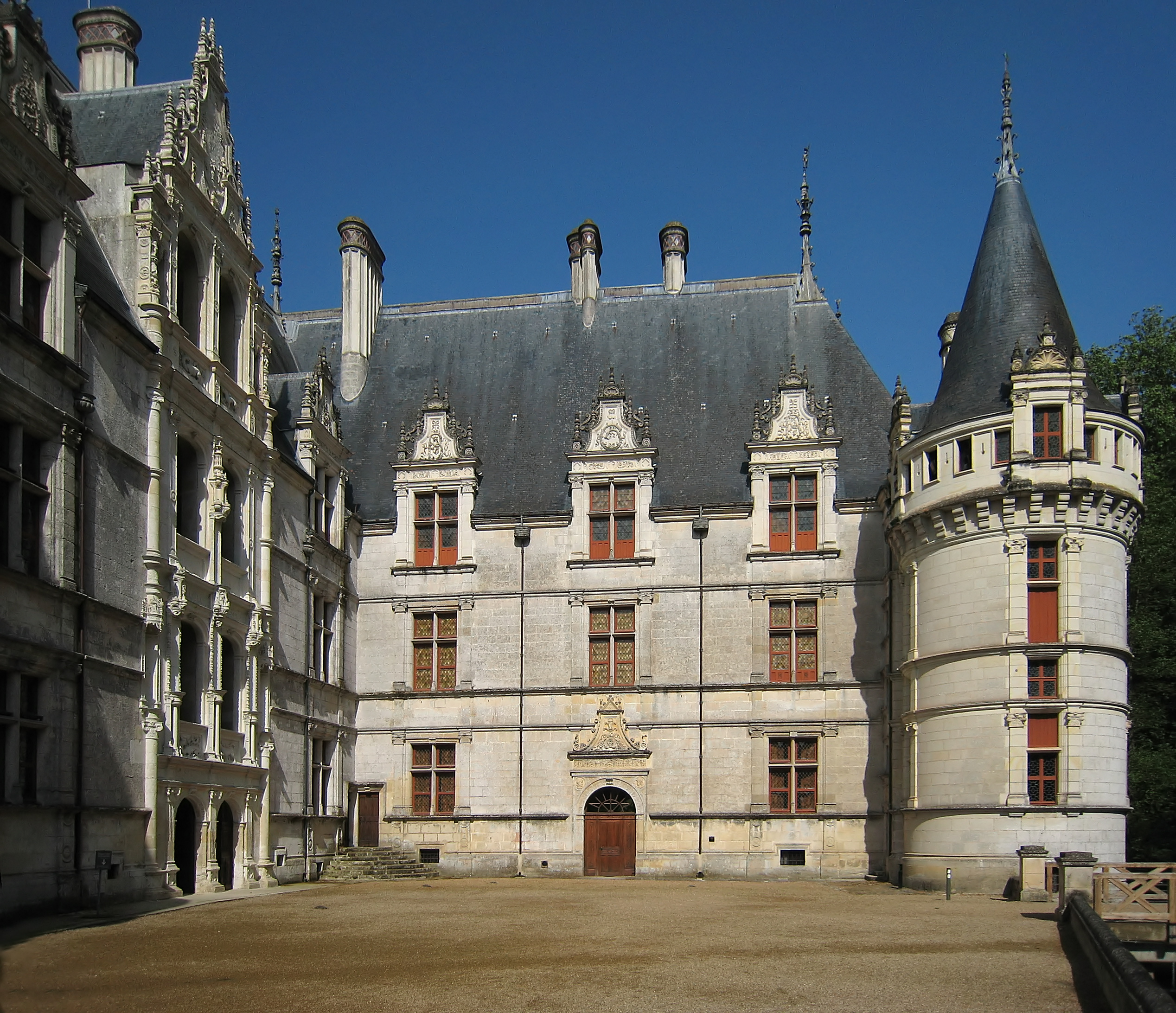
Hofansicht

1527 klagten ihn einige Adelige bei Franz I. wegen Unterschlagung an. Der ständig bankrotte König schenkte den Anschuldigungen Glauben, vermied es jedoch, seinem Schatzmeister ohne Beweise den Prozess zu machen. Dennoch wurde die Situation für Berthelot bald akut: Noch im gleichen Jahr wurde der Oberintendant der Finanzen Jacques de Beaune-Semblançay, ein Cousin des Herren von Azay, wegen Unterschlagung verhaftet, verurteilt und gehängt. Berthelot erkannte die Gefahr und floh 1528 zusammen mit seiner Frau nach Cambrai, das damals zum Heiligen Römischen Reich gehörte. In Cambrai starb er einige Jahre später.
Der König schenkte daraufhin Azay seinem jahrelangen Waffengefährten Antoine Raffin. Die Nachfahren Raffins waren bis zu ihrem Aussterben 1791 die neuen Seigneurs. Im Gegensatz zu vielen Loire-Schlössern wurde Azay in der Französischen Revolution nicht verwüstet oder zerstört. Dies lag größtenteils an den Besitzern, die stets ein gutes Verhältnis zur einfachen Bevölkerung hatten.
Zwei Jahre nach dem Sturm auf die Bastille kaufte der Marquis Charles de Biencourt 1791 das Schloss. Im Deutsch-Französischen Krieg wurde Azay im Jahre 1871 vom preußischen Prinzen Friedrich Karl besetzt, ohne jedoch in Mitleidenschaft gezogen zu werden. Für die Summe von 200.000 Francs verkaufte Charles Marie Christian de Biencourt das Schloss 1905 an den französischen Staat.

## Das Bauwerk

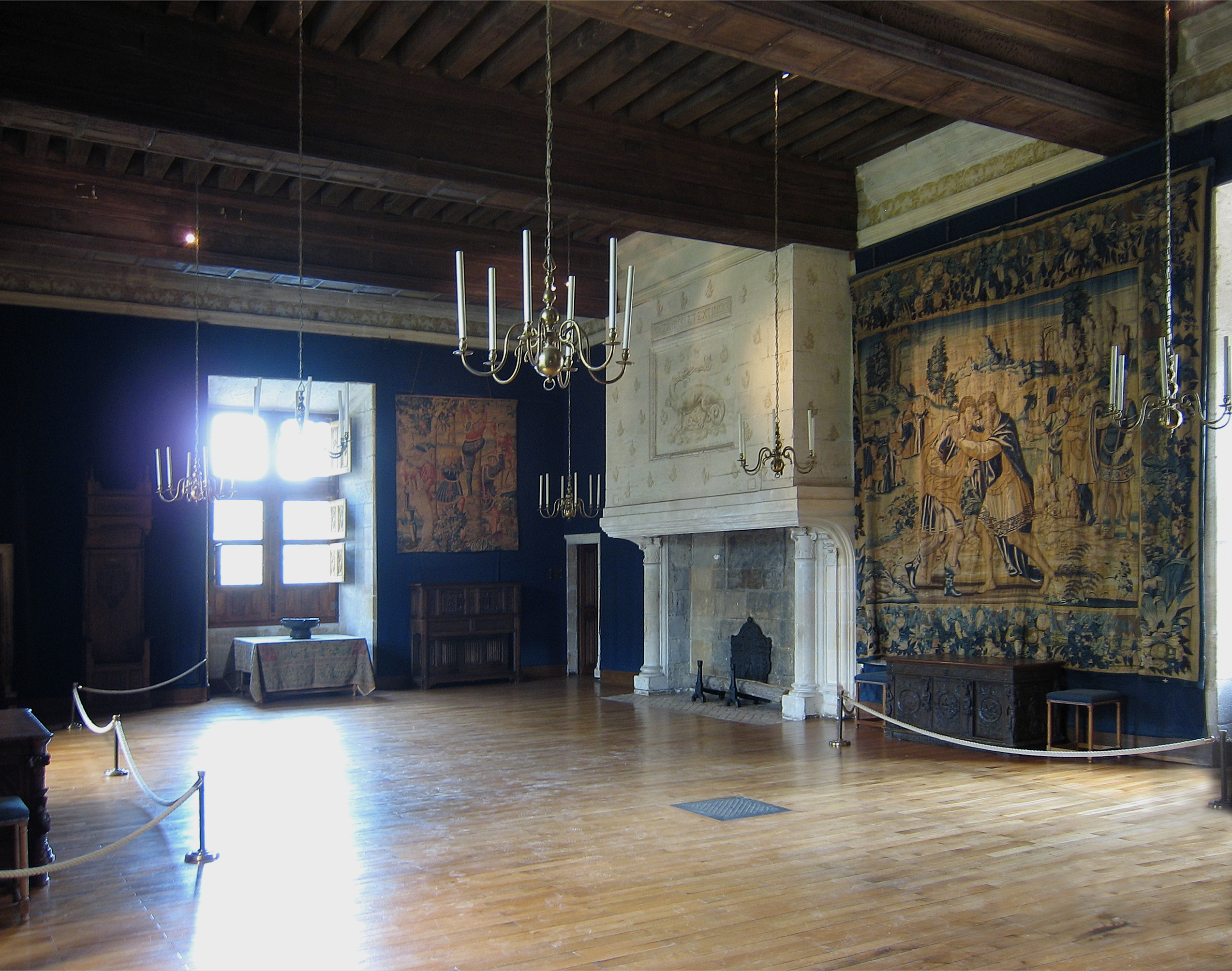
Der Große Saal

Die ursprüngliche Festung diente über Jahrhunderte als Schutz für die Flussdurchfahrt. Mit einer von seinem fulminanten sozialen Aufschwung getragenen Begeisterung ließ Berthelot zu beiden Seiten der alten Umfassungsmauer zwei rechtwinklige Wohnhäuser errichten, deren Ecktürmchen den Fluss überragten. Im hinteren Teil des Hofes dominiert eine monumentale Freitreppe. In der Mitte des rückwärtigen Flügels öffnet sich nach dem Überschreiten einer Zugbrücke, die über den ehemaligen Wassergraben führt, ein Durchgang zum Garten.

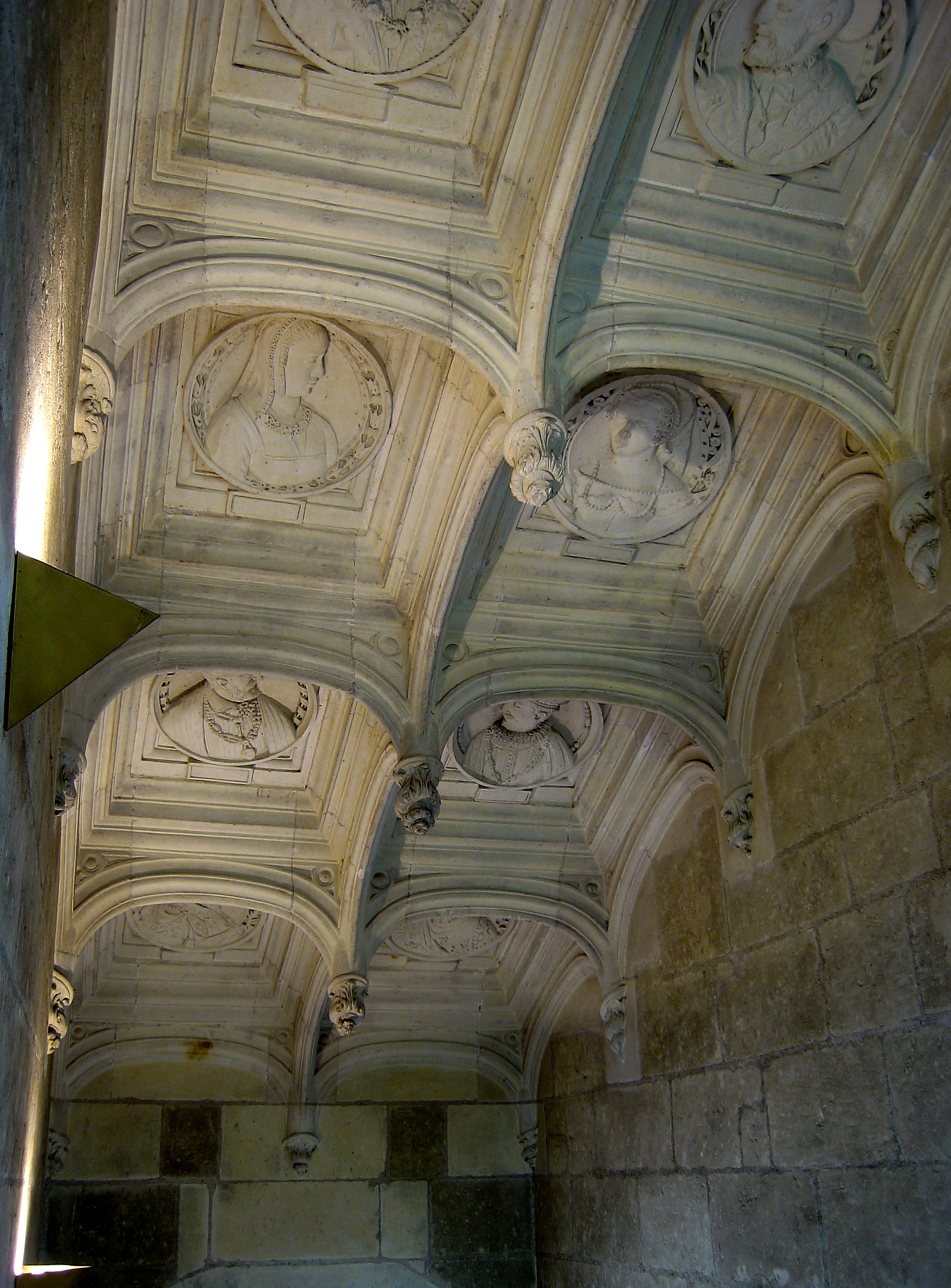
Decke des Treppenhauses

Alle neuen Fassaden sind symmetrisch gegliedert, während die Vertikalen auf der Hof- und Außenseite durch die Anordnung der Fensterfront und der darüber liegenden Dachfenster verstärkt wird. Die Fensteröffnungen der verschiedenen Etagen werden von Pilastern umrahmt, die die horizontal umlaufenden Simsbänder unterbrechen und auf diese Weise ein dekoratives Raster erzeugen. Den oberen Abschluss bildet ein Wehrgang in Form eines Kranzgesimses, der sowohl schmückende als auch funktionelle Zwecke erfüllte. Die Treppe im Haupthaus besitzt gerade Geländer und eine Kassettendecke. Ihre hofseitige Fassade ist mit einer Vielzahl plastischer Verzierungen geschmückt. Oberhalb des einen Triumphbogen bildenden Doppelportals befinden sich die Loggien.

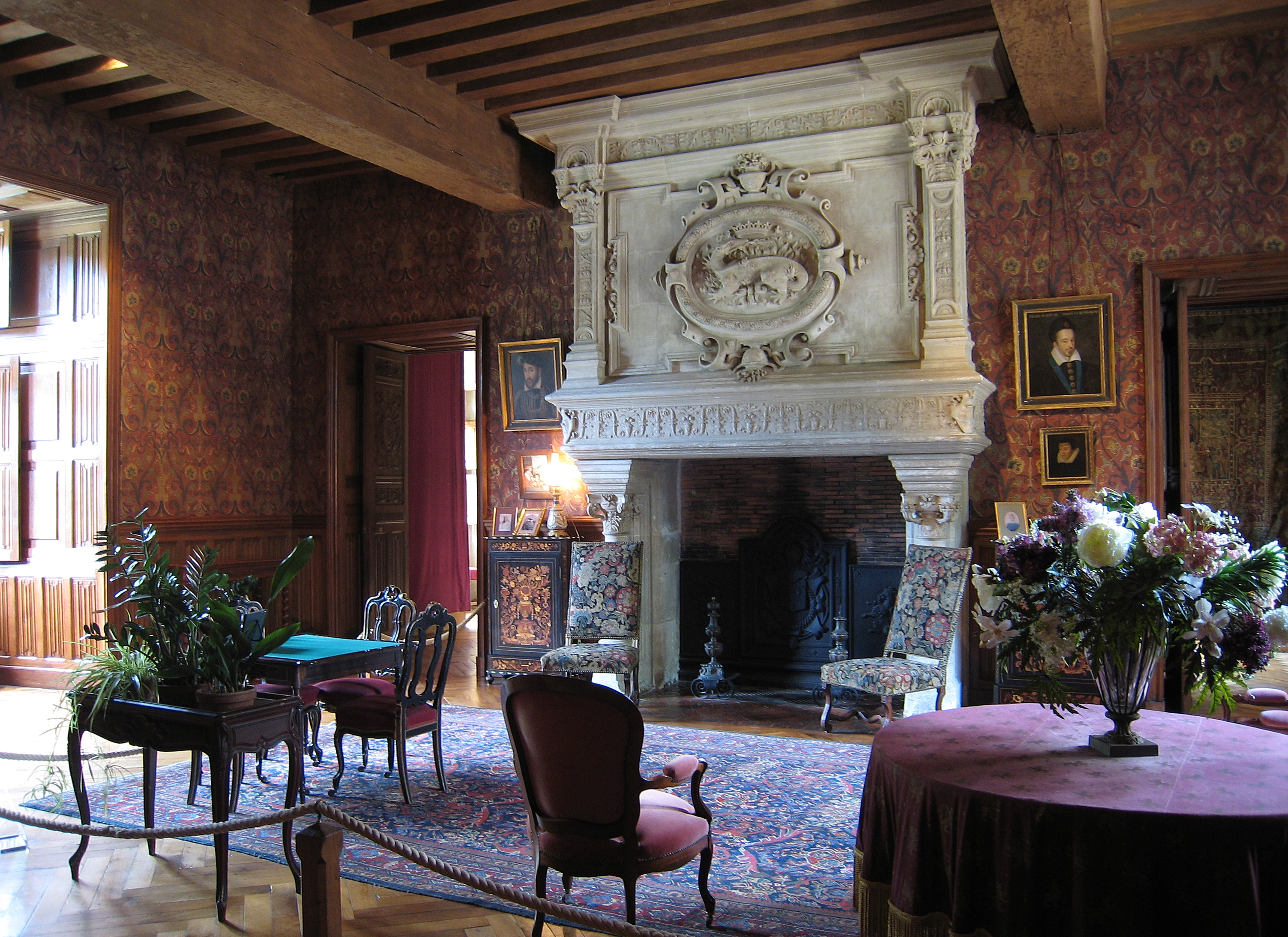
Der Salon Biencourt

Im 19. Jahrhundert bemühten sich die neuen Eigentümer um die Vereinheitlichung des Baustils. Die Ecktürme wurden umgebaut, sodass sie den Hof im Stil der Renaissance einfassten. Gleichzeitig ließen sie einige alte, unschön erscheinende Gebäude abreißen, sodass das Bauwerk heute den Eindruck eines „aus dem Fluss aufsteigenden Kleinods“ vermittelt.
Im Inneren des Schlosses haben nur das Treppenhaus und die Küche ihr ursprüngliches Aussehen bewahrt. Die Treppe wurde ähnlich wie in Schloss Chenonceau nicht als Spindeltreppe, sondern in für das 16. Jahrhundert architektonisch neuartiger Weise geradläufig mit Umkehrpodesten angeordnet. Sie ist von Kassetten in Verbindung mit hängenden Baldachinen überdeckt, wobei die Kassetten teils mit Rosetten, teils mit aus dem 19. Jahrhundert stammenden Kopfprofilen französischer Könige und Königinnen geschmückt sind.
Die übrigen Räume sind nach historischem Geschmack mit neubeschafften, zum Teil kostbaren Möbeln, Gemälden und Wandteppichen des 16. und 17. Jahrhunderts eingerichtet. Der für Bälle und Festmahle genutzte Große Saal zeigt über dem Kamin einen im Stil eines Trompe-l’œil gestalteten Salamander. Ansonsten ist der Raum nach dem Geschmack des 16. Jahrhunderts mit Wandteppichen ausgekleidet, deren ältester noch den gotischen Stil der Brüsseler Teppichweber um 1500 zeigt. Der am äußersten Ende des Wohnhauses gelegene Salon Biencourt mit Kamin im Renaissancestil und riesigem Salamander wurde im 19. Jahrhundert nach dem Vorbild von Fontainebleau restauriert.

## Das Anwesen
Bis zum 19. Jahrhundert wurde der Fluss außer vom Schloss nur von den Mauern des an der Westseite gelegenen Gartens und den Stallungen des zwischen Fluss und Dorf gelegenen Geflügelhofes überragt. Ausgang des 17. Jahrhunderts wurden zwei symmetrische Wirtschaftsgebäude errichtet, die eine Ehrenpforte flankierten. Davor lag ein halbrunder Platz, zu dem eine lange Lindenallee führte.
Ab 1810 ließen die Familie Biencourt die Flusswiesen trockenlegen und einen Park im englischen Stil anlegen. Von dessen konzentrisch angeordneten Alleen aus sollten die Besucher das Schloss von allen Seiten bewundern können. Die zahlreichen Arme der Indre und die von Bäumen bestandenen Ufer ließen den Park sehr ursprünglich erscheinen. Pflanzenarten aus fernsten Ländern wurden dort heimisch gemacht: Atlas-Zeder, nordamerikanische Kahlzypresse, Mammutbaum und der asiatische Ginkgo.
Zur Straße nach Chinon hin liegt eine alte Kapelle, die zu einem romantischen Ruhealtar wurde. Zur anderen Seite erstreckt sich der Garten bis hin zur Begräbniskapelle, die Anfang des 17. Jahrhunderts von der Familie Lansac errichtet und an die Jahrhunderte alte Kirche des Marktfleckens Azay angebaut worden war.
Der „Kanonenweg“ zwischen Schloss und Indre wurde im 15. Jahrhundert angelegt und diente zur Verteidigung der kleinen Furt. Die Bewohner nutzten ihn als Terrasse und Spazierweg am Fuße der Mauern. 1950 wurde beschlossen, diese nunmehr nutzlose Erdaufschüttung zu beseitigen, wie es schon Gilles Berthelot vorgehabt hatte. Sein Plan war es, Flussüberläufe zu schaffen, damit sich der Schlossbau in der glatten Wasserfläche der Indre spiegelte.